# Liste von Congshu
Dies ist eine Liste von Congshu (叢書 / 丛书,  cóngshū,  Ts'ung-shu), d. h. chinesischen Sammelwerken oder Anthologien.

## Liste
| Name (Pinyin)                                  | Zeit     | Herausgeber | Sonstiges    |
| ---------------------------------------------- | -------- | --- | ------------ |
| Anhui congshu                                  | Republik | | web oder web |
| Baibu congshu                                  | Republik | |              |
| Baichuan xuehai                                | Song     | Zuo Gui | web          |
| Baihai                                         | Ming     | Shang Weijun |              |
| Baijia ci                                      |          | |              |
| Baijing tang congshu                           |          | |              |
| Bailing xueshan                                | Ming     | | web          |
| Baohanshanfang ji yishu                        | Qing     | Ma Guohan |              |
| Baojingtang congshu                            | Qing     | Lu Wenchao |              |
| Baoyantang miji                                | Ming     | |              |
| Binglu congke                                  |          | | web          |
| Chongyatang congshu chubian                    |          | |              |
| Chunzaitang quanshu                            |          | |              |
| Congshu jicheng chubian                        | Republik | |              |
| Dainange congshu                               |          | |              |
| Deyueyi congshu                                |          | |              |
| Duhuazhai congshu                              |          | |              |
| Emei Shan wenhua congshu                       |          | |              |
| Eryoutang congshu                              |          | |              |
| Gezhi congshu                                  | Ming     | Hu Wenhuan |              |
| Gongshuntang congshu                           |          | |              |
| Guang baichuan xuehai                          | Ming     | Feng Kebin | web          |
| Guang Han-Wei congshu                          | Ming     | He Yunzhong |              |
| Guangya shuju congshu                          |          | |              |
| Guben xiqu congkan                             |          | |              |
| Guben Yuan Ming zaju                           |          | |              |
| Gujingjie huihan                               |          | | web          |
| Gujin shuobu congshu                           |          | | web          |
| Gujin shuohai                                  | Ming     | Lu Ji |              |
| Gujin yishi                                    |          | |              |
| Gujin yitong zhengmai quanshu                  | Ming     | Wu Mianxue |              |
| Gu mo zhai ji                                  |          | |              |
| Guochao wenlu chubian                          |          | |              |
| Guoxue huizuan congshu                         |          | |              |
| Guoxue jiben congshu                           | Republik | |              |
| Guoxue xiao congshu                            |          | |              |
| Gushi wenfang xiaoshu                          |          | | web          |
| Guyi congshu                                   |          | |              |
| Haishan xianguan congshu                       |          | | web          |
| Hanfenlou miji                                 | Qing     | |              |
| Hanhai                                         | Qing     | Li Diaoyuan |              |
| Han-Wei congshu (100 Bücher)                   | Ming     | He Tang |              |
| Han-Wei congshu(38 Bücher)                     | Ming     | Cheng Rong |              |
| Han Wei Liuchao bai mingjia ji                 |          | |              |
| Heke sanzhi                                    |          | |              |
| Heshoutang congshu                             |          | |              |
| Huailu congshu                                 |          | |              |
| Huang Qing jingjie                             | Qing     | Ruan Yuan |              |
| Huang Qing jingjie xubian                      | Qing     | Wang Xianqian |              |
| Huhailou congshu                               |          | |              |
| Hui feng congshu                               |          | |              |
| Huzhou congshu                                 |          | |              |
| Jiangyin congshu                               |          | |              |
| Jiayetang congshu                              |          | |              |
| Jifu congshu                                   | Qing     | Wang Hao |              |
| Jilu huibian                                   |          | |              |
| Jimao congkan                                  |          | |              |
| Jindai mishu                                   | Ming     | Mao Jin |              |
| Jingu yishi                                    | Ming     | Wu Guan |              |
| Jingxuntang congshu                            |          | |              |
| Jingyantang shizhong                           |          | |              |
| Jinhua congshu                                 |          | |              |
| Juzhenban congshu                              |          | |              |
| Kongshantang quanji                            |          | |              |
| Lianyunyi congshu                              |          | |              |
| Lidai xiaoshi                                  | Ming     | Li Shi |              |
| Lidai biji xiaoshuo congshu                    |          | |              |
| Lingfenguan ji                                 |          | |              |
| Linlang mishi congshu                          |          | |              |
| Lingnan congshu                                |          | |              |
| Lingnan yishu                                  |          | |              |
| Liushi zhong qu                                | 1935     | Kaiming shudian |              |
| Longwei mishu                                  |          | |              |
| Lushan jingshe congshu                         |          | |              |
| Maiwangguan gujin zaju                         |          | |              |
| Man-Qing yeshi                                 | Republik | |              |
| Man-Qing yeshi                                 | Republik | | web          |
| Miaoyuan congshu                               |          | |              |
| Meishu congshu                                 |          | | web          |
| Mice congshuo                                  | Ming     | anon. |              |
| Mice huihan                                    |          | |              |
| Ming Qing biji congshu                         |          | |              |
| Mohai jinhu                                    |          | |              |
| Muxi lou congshu                               |          | |              |
| Pangxizhai congshu                             |          | |              |
| Pingjinguan congshu                            | Qing     | Sun Xingyan |              |
| Puxue congshu 樸學叢書                         |          | |              |
| Qiangcun congshu                               |          | |              |
| Qiankun zhengqi ji                             |          | |              |
| Qianyantang quanshu                            |          | |              |
| Qiaofanlou congshu                             |          | |              |
| Qijinzhai congshu                              |          | |              |
| Qiushuzhai congshu                             |          | |              |
| Rongjingguan congshu                           |          | |              |
| Ruxue jingwu                                   | Song     | Yu Dingsun | web          |
| Sanjia gongci                                  |          | |              |
| Shanyou congshu                                |          | |              |
| Sheng Ming zaju                                |          | |              |
| Shiliju congshu                                | Qing     | Huang Pilie |              |
| Shitu congshu                                  |          | |              |
| Shiwanjuan lou congshu                         |          | |              |
| Shixue congshu                                 |          | |              |
| Shixuntang congshu                             |          | |              |
| Shiyishi congshu                               |          | |              |
| Shiyuan congshu                                |          | |              |
| Shoushange congshu                             | Qing     | Qian Xizuo |              |
| Shoujingtang hui gao                           |          | |              |
| Shui bian lin xia                              |          | |              |
| Shuofu                                         | Ming     | Tao Zongyi | web          |
| Sibu beiyao                                    | Republik | | web          |
| Sibu congkan                                   | Republik | | web          |
| Siku quanshu                                   | Qing     | | web          |
| Siming congshu                                 |          | | web          |
| Sishu zhangju                                  |          | |              |
| Suwenxue congkan                               |          | |              |
| Tang Baijia shi                                |          | |              |
| Tangdai congshu                                |          | |              |
| Tang Song chuanqi ji                           |          | |              |
| Tang-Song congshu                              | Ming     | Zhong Renjie |              |
| Tianduge cangshu                               |          | |              |
| Tianrangge congshu                             |          | |              |
| Tiansuge congkan                               |          | |              |
| Tiehuaguan congshu                             |          | |              |
| Wanwei biecang                                 |          | |              |
| Wenjingtang congshu                            |          | |              |
| Wenxuan lou congshu                            |          | |              |
| Wenyinglou yudi congshu                        |          | |              |
| Wuchao xiaoshuo                                |          | |              |
| Wujing qishu                                   |          | |              |
| Wuxing congshu                                 |          | |              |
| Wuying dian Juzhenban congshu                  |          | |              |
| Xiangqilou quanshu                             |          | |              |
| Xiangyan congshu                               |          | |              |
| Xian Qin yaoji cidian congshu 先秦要籍词典丛书 |          | |              |
| Xiaoshi shanfang congshu                       |          | |              |
| Xiaoyuan congshu                               |          | |              |
| Xuanlantang congshu                            | Qing     | Zheng Zhenduo |              |
| Xu baichuan xuehai                             | Ming     | Wu Yong | web          |
| Xuehai leibian                                 | Qing     | Cao Rong |              |
| Xuejin taoyuan                                 | Qing     | Zhang Haipeng |              |
| Xueshoutang congshu                            |          | |              |
| Xu guyi congshu                                |          | |              |
| Xu shuofu                                      |          | |              |
| Yangshiqianqibaiershijiuhezhai congshu         |          | | web          |
| Yayutang congshu                               |          | |              |
| Yicun congshu                                  |          | |              |
| Yihai zhuchen                                  |          | |              |
| Yimen guangdu                                  |          | |              |
| Yuan Ming zaju                                 |          | |              |
| Yuanqu xuan                                    |          | |              |
| Yuanqu xuan waibian                            |          | |              |
| Yuchu zhi                                      |          | |              |
| Yueyatang congshu                              | Qing     | Wu Chongyao |              |
| Yuhai                                          |          | |              |
| Yuhan shanfang ji yishu                        | Qing     | Ma Guohan (1794–1857) / posthume Veröffentlichung 1870 durch Ding Baozhen, der Ma's Sammlung revidierte und als 100-bändige Edition bei Luoyuan Press herausgab. | web          |
| Yunnan congshu                                 |          | |              |
| Yushutang congshu                              |          | |              |
| Yuzhang congshu                                |          | |              |
| Zengding Han-Wei congshu                       | Qing     | Wang Mo |              |
| Zhaodai congshu                                | Qing     | Zhao Chao |              |
| Zhejiang tushuguan congshu                     |          | |              |
| Zhengyitang quanshu                            |          | |              |
| Zhenqitang congshu                             |          | |              |
| Zhibuzuzhai congshu                            | Qing     | Bao Tingbo |              |
| Zhihai                                         | Qing     | Qian Xizuo |              |
| Zhijinzhai congshu                             |          | |              |
| Zhongfutang quanji                             |          | |              |
| Zhongguo jindaishi ziliao congkan              |          | |              |
| Zhongguo lidai mingzhu quanyi congshu          |          | |              |
| Zhongguo xiaoshuo shiliao congshu              |          | |              |
| Zhuzi jicheng                                  |          | |              |
| Zhong-Wai jiaotong shiji congkan               |          | |              |
| Zihui                                          | Ming     | Zhou Ziyi |              |
| Zuili yishu                                    |          | |              |